# Serica blatchleyi
Serica blatchleyi är en skalbaggsart som beskrevs av Dawson 1932. Serica blatchleyi ingår i släktet Serica och familjen Melolonthidae. Inga underarter finns listade i Catalogue of Life.